# Renault E7
 (mars 2022).
Si vous disposez d'ouvrages ou d'articles de référence ou si vous connaissez des sites web de qualité traitant du thème abordé ici, merci de compléter l'article en donnant les références utiles à sa vérifiabilité et en les liant à la section « Notes et références ».
L'E7 est un autocar de ligne interurbaine et de tourisme fabriqué et commercialisé par les constructeurs français SAVIEM de 1969 à 1979 puis Renault Véhicules Industriels - R.V.I. de 1980 à 1983.
Il sera lancé avec des moteurs Renault ou MAN n'ayant aucune norme européenne de pollution, ces dernières n'entrant en vigueur qu'en octobre 1990.
L'E7 sera remplacé par le FR1.

## Historique
En 1955, la division autobus de la Régie Renault fusionne avec les petits constructeurs et carrossiers Latil et Somua. La division autobus abandonne la marque Renault au profit de SAVIEM LRS (Latil-Renault-Somua), qui reste filiale de la Régie Renault. S'ajouteront Chausson en 1959 et Floirat en 1961.
À la fin de l'année 1964, SAVIEM présente une nouvelle gamme : les S 45, S 53 et S 105. Ces modèles vont rapidement conquérir les autocaristes pour qui SAVIEM lance, courant 1966, la version nommée « Excursion » qui se reconnait par ses voussoirs de pavillons (des fenêtres au-dessus des vitres latérales) conférant aux passagers une vue panoramique, mais surtout, une meilleure luminosité. À l’opposée, l’armée française fut une grande cliente de ce bus, dans la version S 45, la plus simple possible, afin de transporter son personnel civil.
Très vite, le service commercial constate que la timide ouverture des frontières au sein du Marché Commun, né du Traité de Rome de 1957, faisait baisser régulièrement les taxes douanières pour atteindre zéro à partir de 1968 sur les produits provenant des 6 pays fondateurs. Les modèles SAVIEM ne trouvaient pas preneurs à l'étranger alors que les ventes d'autocars Mercedes-Benz, Fiat et Van Hool commençaient à venir concurrencer sérieusement les marques françaises, Berliet, Heuliez et SAVIEM. La fiabilité mécanique n'était pas le problème majeur par rapport au manque de confort et l'esthétique obsolète des véhicules français à comparer aux lignes très modernes des modèles étrangers. Les passagers des autocars français étaient assis trop bas et n'avaient que peu de visibilité à l'extérieur, le moteur situé à l'avant du véhicule dégageait énormément de chaleur l'été et faisait un bruit assourdissant durant le voyage.
Il est alors demandé au bureau d'études de concevoir rapidement un nouveau modèle au style inspiré des modèles étrangers avec une carrosserie moderne, très carrée avec des vitres de grandes dimensions comme le voulaient les modes de l'époque. C'est ainsi qu'est né le E7, un autocar proposé dès le début en 4 longueurs : 9 m, 10,5 m, 11,5 m et 12 m.

### Sous la marque SAVIEM (1969 - 1980)
Le Traité de Rome de 1960 a ouvert les frontières aux produits étrangers. Les autocars et autobus allemands et italiens ont modernisé la formule de l’Isobloc, notamment Sicca et Viberti qui vendent les licences pour produire leurs châssis avec moteur à plat sous le plancher ou vertical à l'arrière. Pour combler leur retard en la matière, les deux principaux constructeurs nationaux français, Berliet et SAVIEM, se livrent à une course folle pour sortir le premier un autocar à moteur arrière. Berliet présente le Cruisair en octobre 1968 et SAVIEM le E7 en février 1969.
La gamme E7 comprend, à l’origine, deux modèles, le E7N de 10,50 mètres de longueur et le E7L de 12 mètres, qui offrent respectivement 45 et 53 places. La caisse largement vitrée et le toit très plat tranche avec les fabrications précédentes. Le moteur, un MAN 2156HM, placé à l’arrière développe 235 ch DIN. Les soutes à bagages offrent une grande capacité, 6,1 à 7,7 m3, permettant de se passer de la galerie de toit. La suspension pneumatique et le train avant à roues indépendantes stabilisées par ressorts hélicoïdaux, procurent un confort de qualité. Mais son style banal manque de classe et ses imperfections techniques le pénalisent en comparaison avec les modèles concurrents Setra, Mercedes, Fiat ou Van Hool, si bien que la progression de leurs ventes se poursuivent, d’abord en versions tourisme, puis en ligne et en urbain, au détriment des modèles nationaux.
La gamme SAVIEM E7 s’agrandit en 1973 la version courte E7C de 8 mètres avec 37 places qui est équipée d'une moteur de plus faible puissance, et la version standard E7M de 11,45 m avec 49 places. Des versions urbaines E110 et E125 apparaissent en 1974. En 1978, au moment où SAVIEM est fusionné avec Berliet pour former la nouvelle société RVI - Renault Véhicules Industriels, le E7 subit une petite cure de jouvence qui concerne essentiellement la calandre et le poste de conduite. Une version interurbaine S57 vient compléter la gamme en 1980. Le concept général est devenu vraiment obsolète et les E7 et S57 tirent leur révérence en 1982 afin de permettre à l‘usine d’Annonay d’installer la ligne de fabrication du FR1 qui sortira en 1983. Toutes versions confondues, le E7 a été fabriqué à 3.496 exemplaires, dont la moitié en E7L.

### Sous la marque Renault (1980 - 1983)
Après avoir récupéré le constructeur Berliet (poids lourds et autobus) en 1975 et l'avoir intégré avec SAVIEM, Renault crée Renault Véhicules Industriels - RVI en 1978. Le 24 avril 1980, les marques Berliet et SAVIEM disparaissent définitivement, la calandre arbore désormais le losange Renault-RVI.
Les motorisations sont conservées :
- Renault 798 développant 170 ch (125 kW) sur le E7.C,
- MAN 2156 HM 6H R développant 240 ch (176kW) sur les autres versions.

Mais la fin de carrière de cet autocar est proche, le constructeur lui apporte quelques retouches de détail mais qui n'ont jamais réussi à relancer les ventes. Le Renault E7 restera en production jusqu'en 1983 en compagnie du PR 14 d'origine Berliet en 1976, en attendant l’arrivée d’un nouveau modèle, le FR1, courant 1983.
En 1979, l'autocar E7 a représenté 11,2% de la production de SAVIEM-Renault, soit 431 véhicules.

### Résumé de l'E7
- 1969 : lancement des modèles sous la marque SAVIEM et présentation officielle au Mondial Paris Motor Show.
- Fin 1969 : commercialisation des modèles.
- 1980 : lancement et commercialisation des modèles sous la marque Renault Trucks.
- 1983 : arrêt définitif des modèles - 3.496 exemplaires fabriqués.

| Générations                                       | Versions     | Production | Dérivés de chez Saviem / Renault         | Modèles similaires               |
| ------------------------------------------------- | ------------ | ---------- | ---------------------------------------- | -------------------------------- |
| Saviem E7 (1969 - 1980) Renault S57 (1980 - 1983) | E7.C         | 245        | Saviem S 45 / S 53 / S 105 Renault PR 14 | Berliet Cruisair ; Berliet PR 14 |
| Saviem E7 (1969 - 1980) Renault S57 (1980 - 1983) | E7.N         | 814        | Saviem S 45 / S 53 / S 105 Renault PR 14 | Berliet Cruisair ; Berliet PR 14 |
| Saviem E7 (1969 - 1980) Renault S57 (1980 - 1983) | E7.M / S57.M | 683        | Saviem S 45 / S 53 / S 105 Renault PR 14 | Berliet Cruisair ; Berliet PR 14 |
| Saviem E7 (1969 - 1980) Renault S57 (1980 - 1983) | E7.L / S57.L | 1.735      | Saviem S 45 / S 53 / S 105 Renault PR 14 | Berliet Cruisair ; Berliet PR 14 |
| Saviem E7 (1969 - 1980) Renault S57 (1980 - 1983) | E.110        | 16         | Saviem S 45 / S 53 / S 105 Renault PR 14 | Berliet Cruisair ; Berliet PR 14 |
| Saviem E7 (1969 - 1980) Renault S57 (1980 - 1983) | E.125        | 19         | Saviem S 45 / S 53 / S 105 Renault PR 14 | Berliet Cruisair ; Berliet PR 14 |

Curiosité  : E7.L - cette version avait la particularité de pouvoir être équipée, en option, de deux portes louvoyantes Wegmann, à la place de la porte pliante à l’avant et de la porte battante à l’arrière qui équipaient les autres modèles.